# Nakajima Utako
Nakajima Utako (Tóquio, 14 de dezembro de 1844 — Tóquio, 30 de janeiro de 1903) foi uma poetisa japonesa.